# Такахасі Тойодзі
Такахасі Тойодзі (яп. 高橋 豊二, нар. 1913, Токіо — пом. 5 березня 1940, Татеяма) — японський футболіст, що грав на позиції нападника.

## Клубна кар'єра
Грав за команду Токійського університету.

## Виступи за збірну
Був учасником футбольного турніру на Олімпійських іграх 1936 року.